# Mistrovství Asie a Oceánie v ledním hokeji do 18 let 2024
IIHF U18 Challenge Cup of Asia 2024 byl asijský U18 turnaj v ledním hokeji. Nestartovala v něm elitní družstva, ale pouze týmy, které se nezúčastnily Mistrovství světa v ledním hokeji do 18 let a Thajsko. Konal se od 23. do 30. dubna 2024 v Taškentu a Samarkandu v Uzbekistánu. Turnaje se zúčastnilo deset družstev, která hrála jednokolově každé s každým ve dvou skupinách halách Humo Area v Taškentu a Ice Rink v Samarkandu. Následně se první týmy střetli v semifinále a finále a dohráli se zápasy o třetí, páté a sedmé místo. Vítězství si připsali junioři domácího Uzbekistánu před juniory Thajska a juniory Mongolska. Junioři Indonésie byli po základní skupině diskvalifikování pro neoprávněné starty některých hráčů.

## Výsledky

### Skupina A (Taškent)
|    |            | Uzbekistán | Thajsko | Írán | Malajsie | Kuvajt | V | VP | PP | P | VG  | OG  | B  |
| 1. | Uzbekistán | ***        | 7:5     | 19:0 | 29:0     | 17:0   | 4 | 0  | 0  | 0 | 72  | 5   | 12 |
| 2. | Thajsko    | 5:7        | ***     | 23:0 | 33:0     | 57:0   | 3 | 0  | 0  | 1 | 118 | 7   | 9  |
| 3. | Írán       | 0:19       | 0:23    | ***  | 11:0     | 25:1   | 2 | 0  | 0  | 2 | 36  | 43  | 6  |
| 4. | Malajsie   | 0:29       | 0:33    | 0:11 | ***      | 17:2   | 1 | 0  | 0  | 3 | 17  | 75  | 3  |
| 5. | Kuvajt     | 0:17       | 0:57    | 1:25 | 2:17     | ***    | 0 | 0  | 0  | 4 | 3   | 116 | 0  |

### Skupina B (Samarkand)
|    |                         | Mongolsko | Spojené arabské emiráty | Indie | Macao | Indonésie | V | VP | PP | P | VG | OG | B  |
| 1. | Mongolsko               | ***       | 12:3                    | 32:0  | 37:0  | 9:4       | 4 | 0  | 0  | 0 | 90 | 7  | 12 |
| 2. | Spojené arabské emiráty | 3:12      | ***                     | 18:1  | 29:1  | 1:0       | 3 | 0  | 0  | 1 | 51 | 14 | 9  |
| 3. | Indie                   | 0:32      | 1:18                    | ***   | 5:3   | 1:0       | 2 | 0  | 0  | 2 | 7  | 53 | 6  |
| 4. | Macao                   | 0:37      | 1:29                    | 3:5   | ***   | 1:0       | 1 | 0  | 0  | 3 | 5  | 71 | 3  |
| 5. | Indonésie               | 4:9       | 0:1                     | 0:1   | 0:1   | ***       | 0 | 0  | 0  | 4 | 4  | 12 | 0  |

### Zápasy o pořadí

#### Semifinále
|  | A1 - B2 | Uzbekistán | 12:0 | Spojené arabské emiráty |
|  | B1 - A2 | Mongolsko  | 4:7  | Thajsko                 |

#### Zápasy o pořadí
|  | Finále         | Uzbekistán | 2:1  | Thajsko                 |
|  | o třetí místo  | Mongolsko  | 4:2  | Spojené arabské emiráty |
|  | o páté místo   | Írán       | 14:2 | Indie                   |
|  | o sedmé místo  | Malajsie   | 8:6  | Macao                   |
|  | o deváté místo | Kuvajt     | 1:0  | Indonésie               |